# Pretty Savage
Pretty Savage (tạm dịch: Khá hoang dại) là một bài hát được thu âm bởi nhóm nhạc nữ Hàn Quốc Blackpink trong album phòng thu tiếng Hàn đầu tiên của họ mang tên The Album. Bài hát được phát hành vào ngày 2 tháng 10 năm 2020, thông qua YG và Interscope. Bài hát được viết bởi Teddy, Danny Chung, Løren và Vince, và sản xuất bởi Teddy cùng với 24, R.Tee và Bekuh Boom. Về phần lời bài hát, bài hát đã đề cập đến việc nhóm không quan tâm đến những ánh nhìn của người khác. Bài hát được trình diễn cùng với "Lovesick Girls" trên các chương trình âm nhạc tại Hàn Quốc bao gồm Show! Music Core and Inkigayo và The Late Late Show With James Corden như là màn trình diễn preview cho livestream concert của nhóm, "The Show".
"Pretty Savage" ra mắt tại top 100 của nhiều nước, bao gồm Úc, Canada, Malaysia, New Zealand, Singapore và Hàn Quốc. Mặc dù không lọt vào US Billboard Hot 100, nhưng bài hát đã ra mắt tại vị trí thứ 21 tại bảng xếp hạng Bubbling Under Hot 100.

## Bối cảnh
"Pretty Savage" được xác nhận khi xuất hiện trong danh sách bài hát của album được đăng tải vào ngày 28 tháng 9 năm 2020. "Pretty Savage" được trình diễn cùng với "Lovesick Girls" trên các chương trình âm nhạc vào tháng 10 sau khi album được phát hành. Vào ngày 10 tháng 10, nhóm có màn trình diễn ra mắt cho bài hát tại Show! Music Core của MBC. Ngày kế tiếp đó, Blackpink trình diễn bài hát trên Inkigayo.
Blackpink cũng có màn phỏng vấn với James Corden trên The Late Late Show With James Corden như một phần quảng bá tại Mỹ của nhóm cho online concert "The Show" và nhóm cũng trình diễn bài hát như là một preview cho concert.

## Sáng tác
"Pretty Savage" được viết bởi Teddy, Danny Chung, Løren và Vince với phần sáng tác giai điệu có sự nhúng tay của Teddy cùng với 24, R.Tee và Bekuh Boom. Bài hát có độ dài 3 phút 19 giây. "Pretty Savage" là một bài hát thể loại trap với "giọng hát đầy ám ảnh và nhịp điệu theo phong cách staccato sướt mướt", lời bài hát như là "những chiếc ngón giữa gửi gắm đến những hater". Bài hát nói về thành công của nhóm đến từ sự khác biệt so với những người khác ở ngoài kia.

## Phát hành và đón nhận
Sau khi ra mắt, bài hát đã nhận được nhiều lời khen về phần âm nhạc có phần "bốc lửa" và dễ gây nghiện nhưng vũ đạo của bài hát thì bị nhiều người cho rằng không ăn khớp và khá "lộn xộn"
Ngay sau khi bài hát ra mắt, các từ khóa như "Pretty Savage", "Blackpink Pretty Savage",... đã lên xu hướng (Trending) của nhiều mạng xã hội như Twitter, Google cũng như nhiều nền tảng nghe nhạc lớn như Melon, Spotify, Itunes,...

## Đánh giá của nhà phê bình
Bài hát nhận được nhiều đánh giá tích cực đến từ các nhà phê bình lớn. Tờ Billboard với nhận xét của Jason Lipshutz đã nói rằng đây là bài thành công nhất trong album lần này của nhóm. Còn với Callie Ahlgrim đến từ Insider  đã dành không ít lời khen cho bài hát lần này của 4 cô gái. Viết cho Rolling Stone, Tim Chan đã gọi bài hát là một ca khúc táo bạo nhất kể từ "Thank U, Next" của Ariana Grande.

## Hiệu suất thương mại
Bài hát sau khi ra mắt đã đứng ở vị trí 11 trên bảng xếp hạng Itunes tại Brazil, thứ 27 tại Mỹ, thứ 29 ở Canada, thứ 31 tại Australia,.... Bài hát cũng nhanh chóng đạt một số vị trí cao khác ở một số thị trường khác như tại Anh, Ý, Đức, Pháp,...
| Bảng xếp hạng (2020)                              | Vị trí cao nhất |
| ------------------------------------------------- | --------------- |
| Australia (ARIA)                                  | 71              |
| Canada (Canadian Hot 100)                         | 87              |
| Global 200 (Billboard)                            | 32              |
| Malaysia (RIM)                                    | 2               |
| New Zealand Hot Singles (RMNZ)                    | 8               |
| Singapore (RIAS)                                  | 3               |
| South Korea (Gaon)                                | 64              |
| Hoa Kỳ Bubbling Under Hot 100 Singles (Billboard) | 21              |
| US World Digital Song Sales (Billboard)           | 2               |

## Lịch sử phát hành
| Quốc gia       | Thời gian           | Định dạng          | Hãng đĩa      |
| -------------- | ------------------- | ------------------ | ------------- |
| Nhiều quốc gia | 2 tháng 10 năm 2020 | Tải nhạc streaming | YG Interscope |